# Чиспияков, Электрон Фёдорович
Электрон Фёдорович Чиспияков (8 февраля 1930, Ленинград, СССР — 20 мая 1989, Новокузнецк, СССР) — советский лингвист, специалист по шорскому языку.
Родился в семье шорского писателя и просветителя Фёдора Чиспиякова. Окончил Томский государственный педагогический институт, в 1973 году защитил кандидатскую диссертацию. Занимался изучением шорского языка: написал более 50 работ на эту тему, в которых затронул все аспекты шорского языкознания. Вместе с А. Чудояковым основал отделение шорского языка и литературы на факультете литературы и языка в Кузбасской государственной педагогической академии (Новокузнецк). Преподавал шорский язык всем желающим. Помимо лингвистики, интересовался этнографией и археологией.

## Научные труды
- Чиспияков Э. Ф. Придаточные предложения в шорском языке: диссертация ... кандидата филологических наук: 10.02.06. — Томск, 1973. — 215 с.
- Чиспияков Э. Ф. О телеутско-шорских языковых контактах // Этническая история тюркоязычных народов Сибири и сопредельных территорий: тез. докл. обл. науч. конф. по лингвистике / отв. за вып.: В. И. Матющенко, Н. А. Томилов. — Омск: ОмГУ, 1984. — С. 23—27. — 107 с.
- Чиспияков Э. Ф. Пути развития диалектов шорского языка // Социально-культурные процессы в советской Сибири: тез. докл. обл. науч. конф. по развитию соврем. сиб. яз. и лит. / редкол.: Н. А. Томилов (отв. ред.), Л. Н. Гриднева, В. И. Матющенко и др.. — Омск: ОмГУ, 1985. — С. 26—30. — 141 с.
- Чиспияков Э. Ф. Графика и орфография шорского языка: Учеб. пособие для студентов и преподавателей. — Кемерово: Кемеровское книжное издательство, 1992. — 60 с. — ISBN 5-7550-0263-0.
- Чиспияков Э. Ф. Учебник шорского языка. — Кемерово: Кемеровское книжное издательство, 1992. — 318 с. — ISBN 5-7550-0338-6.